# George M. Dallas
George Mifflin Dallas, (Filadélfia, Pensilvânia, 10 de Julho de 1792 — Filadélfia, Pensilvânia, 31 de Dezembro de 1864) foi um político dos Estados Unidos. Foi o 11.º vice-presidente dos Estados Unidos na gestão do presidente James K. Polk.
Era filho de Alexander J. Dallas, que foi Secretário do Tesouro dos Estados Unidos. De origem familiar escocesa, Dallas graduou-se no Colégio de Nova Jersey, hoje Universidade de Princeton, em 1810. Serviu como secretário pessoal do ministro para os assuntos da Rússia, Albert Gallatin. Dallas regressou em 1814 e praticou direito em Nova Iorque. Foi mayor de Filadélfia entre 1828 e 1829, e procurador federal da Pensilvânia de 1829 a 1831. Depois de deixar a vice-presidência, Dallas foi nomeado embaixador no Reino Unido pelo presidente Franklin Pierce, cargo que ocupou de 1856 a 1861.
A cidade de Dallas, no Texas, e outras localidades receberam seu nome em sua homenagem.